# 1,2,3-Triazol
1,2,3-Triazol ist eine chemische Verbindung aus der Gruppe der Triazole und isomer zu 1,2,4-Triazol und Vinylazid.

## Gewinnung und Darstellung
1,2,3-Triazol kann durch Huisgen-Azid-Alkin-1,3-dipolare Cycloaddition, Kupfer- (CuAAC) oder Ruthenium- (RuAAC) katalysierte Azid-Alkin-Cycloaddition gewonnen werden.

## Eigenschaften
1,2,3-Triazol ist eine farblose Flüssigkeit, die mit einem pKs-Wert von 1,17 schwache Base ist. Mit den 1H- und 2H-Formen können zwei Tautomere auftreten. In Lösung dominiert in den meisten Lösungsmitteln die 2H-Form.
Die Verbindung kann sich stark exotherm zersetzen. Bei einer thermoanalytischen Untersuchung zeigte sich ab 200 °C eine Zersetzungsreaktion mit einer sehr hohen molaren Reaktionsenthalpie von −2600 kJ/kg (−180 kJ/mol). Trotz der hohen Zersetzungswärme ist die Verbindung nicht explosionsgefährlich im Sinne der Sprengstoffgesetzes, da weder im BAM 50/60 Stahlrohrtest noch im Koenen-Test mit 2 mm Lochdurchmesser ein positives Ergebnis beobachtet wurde. Der Koenentest mit 1 mm Lochdurchmesser verläuft positiv.

## Verwendung
1,2,3-Triazol wird in der Forschung als Baustein für komplexere chemische Verbindungen, wie z. B. den Wirkstoff Tazobactam oder Mubritinib verwendet. Derivate der Verbindung finden auch Verwendung in der Forschung als Bioisoster für Arzneistoffe und als Hemmstoffe der Prostaglandinsynthese.

## Externe Links zu erwähnten Verbindungen
1. ↑  Externe Identifikatoren von bzw. Datenbank-Links zu Mubritinib:  CAS-Nr.: 366017-09-6, PubChem: 6444692, ChemSpider: 4948554, DrugBank: DBDB12682, Wikidata: Q6930896.